# Kiro Congo
Pour les articles homonymes, voir Kiro.
Kiro Congo (KCD) est une organisation catholique pour la jeunesse de la République démocratique du Congo. Kiro Congo est membre de la Fédération internationale des mouvements catholiques d'action paroissiale (Fimcap).

## Historique
Le mouvement Kiro a été fondé en 1934 en Belgique par le révérend Père Jos Cleimans, puis diffusé en République démocratique du Congo par 2 missionnaires belges dont le père Joseph Sterck, qui implanta le premier groupe au collège saint François des Sales, actuel collège Imara, et RP allemanda au Kananga (Kasaï) avec comme idéal de « Vivre, et faire vivre les jeunes dans le Christ »...

## Organisation
Kiro Congo est structuré en fonction en imitant la hiérarchie et subdivision de l'Eglise locale et/ou de la subdivision administrative et territoriale. On distingue : Kiro National (Bureau national et secrétariat exécutif) suivi des Diocèses-Kiro, un diocèse-Kiro est subdivisé en Centres-Kiro, un Centre-Kiro est subdivisé en Secteurs-Kiro, un Secteur-Kiro en Décanats-Kiro et un Décanat-Kiro en Groupes-Kiro locaux (la base) qui lui est subdivisé en Sections d'âge :
| Tranche d'Âges | Nom de la section  |
| -------------- | ------------------ |
| 6 – 12 ans     | "(Pré-) Bakayouki" |
| 12 – 14 ans    | "Youpi"            |
| 14 – 16 ans    | "Gens"             |
| 16 ans et plus | "Aspis"            |

## Activités
- Réunions de groupes locaux ;
- jeux, chansons, sports, danse
- activités pastorales et spirituelles les samedis et dimanches ;
- activités éducatives[3]